# Trish van Devere
Trish van Devere (născută Patricia Dressel; n. 9 martie 1943, Englewood Cliffs, New Jersey, SUA) este o actriță americană de film.